# 若望保禄二世主教座堂博物馆

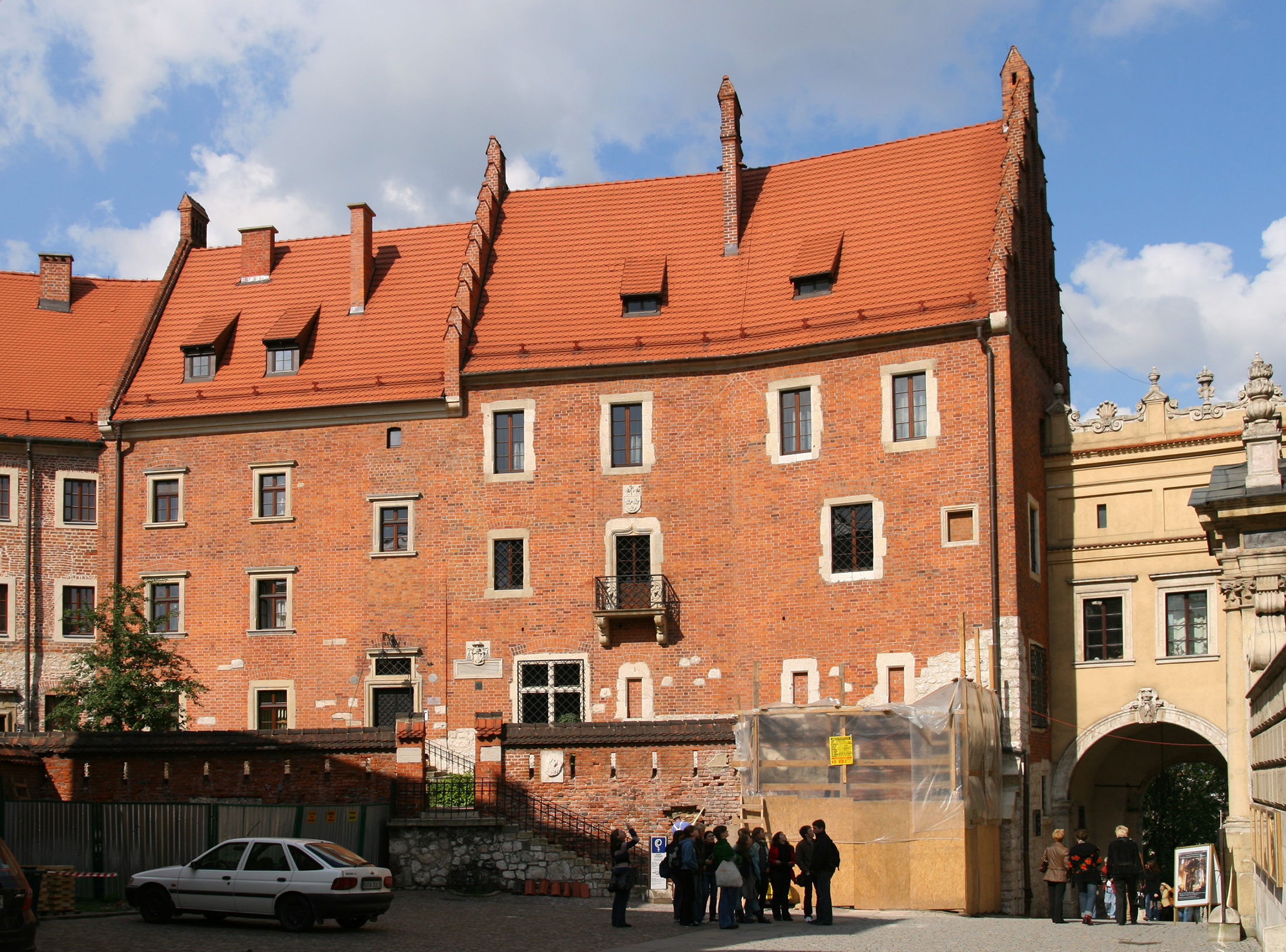
若望保禄二世主教座堂博物馆

若望保禄二世主教座堂博物馆是波兰克拉科夫的一座博物馆，位于瓦维尔山，介于瓦萨门 Vasa Gate 与城堡神学院的原址，座堂之家（Domem Katedralnym）之间，包括两座14世纪建筑物。
1906年，若望·普兹纳枢机在此建立了教区博物馆。1975年，嘉禄·沃伊蒂瓦枢机，后来的教宗若望保禄二世，决定将其改造成一座主教座堂博物馆，在那里保存和展示来自瓦维尔主教座堂的物品。1978年9月28日，在他被任命为主教的20周年纪念日，嘉禄·沃伊蒂瓦枢机为主教座堂博物馆举行了开幕仪式，这是他成为教宗之前在瓦维尔的最后一次正式尽职。